# Кочнев, Михаил Харлампиевич
Михаил Харлампиевич Кочнев (28 октября 1914, Шегодское, Юрьев-Польский уезд, Владимирская губерния, Российская империя — 22 апреля 1974, Москва, СССР) — советский поэт, прозаик, сценарист и фольклорист.

## Биография
Родился 28 октября 1914 года в Шегодском. В 1934 году переехал в Москву и поступил на филологический факультет МГУ, который он окончил в 1939 году. Будучи студентом МГУ, в 1936 году начал заниматься литературным творчеством. В 1941 году в связи с началом Великой Отечественной войны ушёл добровольцем на фронт и прошёл всю войну. После демобилизации начал писать сценарии к кинофильмам.
Известен как автор сказов.
Скончался 22 апреля 1974 года в Москве. Похоронен на Введенском кладбище (29 уч.).

## Фильмография

### Сценарист
- 1956 — Илья Муромец